# Adolfo de Azcárraga
Adolfo de Azcárraga Vela  (Madrid, 4 de enero de 1911-Valencia, 13 de junio de 1999) fue un escritor, abogado, ensayista y crítico de arte español. Aunque nació en Madrid, pasó en Valencia la mayoría de su vida.

## Biografía
Licenciado en Derecho por la Universidad de Valencia. Compaginó su actividad profesional, de abogado en la Asesoría Jurídica de la Caja de Ahorros y Monte de Piedad, entidad que pasaría a denominarse Bancaja, con la literatura y la crítica de arte. Durante varios años ejerció la crítica literaria y artística en Radio Nacional de España. Ha publicado innumerables artículos en la prensa valenciana y en las revistas de arte de Madrid y Barcelona. Una parte de sus artículos, sobre artistas valencianos, forma parte del grueso que constituye el libro, publicado en 1989, Arte y Artistas Valencianos

### Por elArte: Nike
Se asoció con Pedro Viguer Benezech, en la apertura de la galería de arte Nike. Durante los diez años que permaneció abierta Nike, 1971 -1981, situada en la céntrica calle valenciana de Conde Salvatierra de Álava, fue cita obligada para todos los amantes de las Bellas Artes. Por su sala desfilaron las mejores firmas de pintores y escultores de la época. Algunos de ellos fueron: Agustín Alegre, Alfonso, Antonio Alegre Cremades, Luis Arcas Brauner, Juan de Ribera Berenguer, Juan Borrás, Oscar Borrás, Benito Botella, Salvador Rodríguez Brochú, Pedro Cámara, Vicente Castellano, Francisco Catalá, Andrés Cillero, Vicente Colom, Manuel Silvestre de Edeta, Espert, Esteve Edo, Isabel Fornet, Leopoldo García Ramón, Ramón Gaya, Manuel Gil, Artur Heras, José Hernández Calatayud, Fina Inglés, Genaro Lahuerta, Francisco Lozano, Ricardo Llorens Cifré, Antonio Marco, Jorge Mercé, Joaquín Michavila Asensi, Antonia Mir, Francisco Mir Belenguer, Monjales, Federico Montañana, Nassio, José Palanca, Rafael Pérez Contel, Vicente Peris, Juan Bautista Porcar, Progreso, Javier Sebastiá Marés, Francisco Sebastián, Eusebio Sempere, Francisco Serra, Horacio Silva, Rafael Solbes, Pedro de Valencia, Aurora Valero, Ricardo Verde Rubio, Miguel Vicens, Octavio Vicent, Luis Viguer, José Mª Iturralde ...
Gran parte de su legado artístico forma parte de la Sala, que lleva su nombre, en el Museo de la ciudad de Valencia.

### Su obra literaria

#### Ensayos
- La timidez sentimental de Baroja, el cine ¿séptimo Arte? y otros ensayos, 1948
- El dibujo y el color

#### Novelas
- Sangre de la herida, 1947
- Fuera de Combate, 1948

#### Libros de viajes
- Viaje por Italia, 1967[18] D.L. V.3576-1967; 1976. ISBN 84-400-1493-7

#### Crítica artística
- Escritos sobre arte y artistas valencianos, 1989. ISBN 84-505-8230-X
- Arte y Artistas Valencianos, 1999. ISBN 84-89747-71-7

#### Artículos publicados en catálogos de exposiciones
- AZCÁRRAGA VELA, Adolfo, Juan de Ribera Berenguer, en Ribera Berenguer, Ministerio de Educación y Ciencia, Salas de Exposiciones de la Dirección General de Bellas Artes, catálogo n.º CXI, Madrid, diciembre de 1967.
- AZCÁRRAGA VELA, Adolfo, Juan de Ribera Berenguer, en Ribera Berenguer (1953-2007), Valencia, (2007-2008). ISBN 978-84-482-4843-7